# Matilde Revenga Pérez-Lara
Matilde Revenga Pérez-Lara (València, 4 de novembre de 1904 - Madrid, 7 de novembre de 1985) fou una soprano valenciana que va desenvolupar la seva carrera artística en les dècades de 1920 i 1930.
Als setze anys es va traslladar a Madrid per a prendre lliçons de cant amb Ignacio Tabuyo, debutant dos anys més tard al Teatre Real de Madrid en Lohengrin de Wagner. Posteriorment es va traslladar a Itàlia, presentant-se amb èxit a Milà, Venècia i Gènova.
En la seva trajectòria es destaquen les seves actuacions en Jardín de Oriente de Joaquín Turina (1923), Maruxa d'Amadeu Vives, en el Teatre Massimo de Palerm (1924), i en les últimes representacions de La Bohème que es van fer al Teatre Real de Madrid abans de la seva clausura en 1925, al costat de Miguel Fleta, Aníbal Vela i Carlos del Pozo. Després del tancament del Teatre Real, va actuar habitualment en el Teatre Apolo de Madrid i va debutar en el Liceu de Barcelona amb Carmen de Bizet en novembre de 1925, en el mateix dia de la presentació en aquest teatre de Miguel Fleta i de la mezzosoprano Giuseppina Zinetti. Al Liceu va estrenar anys més tard la versió operística de Las golondrinas, de José María Usandizaga, el dia 14 de desembre de 1929. L'any 1931 participaria en el Liceu en el Festival de la Premsa, cantant l'acte segon de l'òpera Manon de Massenet i la sarsuela El dúo de la "Africana" de Manuel Fernández Caballero.
Al principi dels anys 1930 es va centrar en el repertori de sarsuela, habitualment fent parella amb Miguel Fleta. La seva carrera va acabar amb l'esclat de la Guerra Civil espanyola.
Va realitzar diversos enregistraments discogràfics, destacant alguns enregistraments per HMV de duets amb Miguel Fleta, així com un enregistrament amb escenes de Marina d'Arrieta, amb Fleta i Emilio Sagi Barba.
El seu germà Carlos Revenga "Chavito" fou un conegut campió d'esgrima i periodista taurí, que va treballar com a periodista abans de la guerra civil al diari La Nación i posteriorment del diari El Alcázar i a Ràdio Nacional d'Espanya.